# François Benoît
Pierre Marie François Benoît (* 2. Mai 1936 in Les Cayes) ist ein haitianischer Politiker und Diplomat, der unter anderem zwischen 1992 und 1993 Außenminister war.

## Leben
Pierre Marie François Benoît wurde 1989 Botschafter in den USA und verblieb auf diesem diplomatischen Posten bis 1991. Am 19. Juni 1992 übernahm er im Kabinett Bazin das Amt als Minister für Auswärtige Angelegenheiten und Kulte. Er behielt dieses Ministeramt bis zum Ende der Amtszeit von Staatspräsident und Premierminister Marc Bazin am 30. August 1993.
Am 4. Mai 2004 wurde Benoît Schatzmeister des Provisorischen Wahlrates CEP (Conseil Électoral Provisoire) und als solcher am 8. November 2004 bestätigt. Der Wahlrat organisierte die Wahlen am 7. Februar 2006 und wurde durch den am 11. Dezember 2007 benannten Wahlrat (Conseil Electoral) abgelöst, dem Benoît nicht mehr angehörte. Am 28. April 2016 wurde er Präsident der vom Provisorischen Wahlrat eingesetzten Commission Indépendante de Verification Electorale (CIEVE), deren Aufgabe darin bestand, das Vertrauen der politischen Akteure in den Wahlprozess wiederherzustellen, indem sie die Wahlen vom 9. August 2015 sowie der Präsidentschaftswahl vom 25. Oktober 2015 durch Neubewertung der Ergebnisse und des Wahlprozesses prüfte sowie konkrete Vorschläge an die Regierung erarbeitete. Der Bericht der Kommission wurde am 30. Mai 2016 dem provisorischen Präsidenten Jocelerme Privert vorgelegt. In diesem Bericht empfahl die Kommission, die erste Runde der Präsidentschaftswahlen vom 25. Oktober 2015 aufgrund von Betrug zu annullieren. Am 6. Juni 2016 erklärte der Präsident des provisorischen Wahlrats (CEP), Léopold Berlanger, den am 25. Oktober 2015 durchgeführten Wahlgang zur Wahl eines Nachfolgers für Präsident Martelly wegen Wahlbetrugs endgültig für ungültig. Am 14. Juni 2016 stellte das Parlament das Ende der 120-tägigen Amtszeit von Präsident Privert fest. Neuwahlen wurden daraufhin für den 5. Oktober 2016 angesetzt, nach dem Hurrikan Matthew verschoben und auf den folgenden 20. November 2016 angesetzt.

## Weblink
- Benoît, (Pierre Marie) François. In: rulers.org. Abgerufen am 28. Juli 2023 (englisch).